# Zur edlen Aussicht
Die Freimaurerloge „Zur edlen Aussicht“ ist eine seit 1784 bestehende  reguläre Freimaurerloge in Freiburg im Breisgau.

## Geschichte
Am 22. Juni 1784 gründeten in Freiburg ansässige Freimaurer unter der Großloge von Österreich die erste örtliche Loge mit dem Namen Zur edlen Aussicht.
Gründungsmitglieder waren unter anderem Goethes Schwager Johann Georg Schlosser, sowie der Münsterpfarrer und Universitätsdirektor Prof. Karl Schwarzl.

Deckblatt der Statuten

Von 1813 bis 1848 war die Freimaurerei in Baden verboten, so dass Landespolitiker wie Karl von Rotteck und Joseph von Weißeneck in der nun „geheimen“ Loge eine Möglichkeit zum Gedankenaustausch fanden. Diese Logenmitglieder wie auch Jacob Venedey waren Teilnehmer am Hambacher Fest.
Während der Badischen Revolution wurde der Logenbruder Gustav Rée (Mitglied der Frankfurter Nationalversammlung) des Hochverrats angeklagt. In der Verbotszeit organisierten sich die Freiburger Freimaurer in der Loge „La Parfaite Harmonie“ in Mülhausen im Elsass, während sie den Logenbesitz verkauften und den Erlös einem Waisenhaus und bedürftigen Witwen zuführten.
Durch das Engagement des polnischen Philosophen Bronislaw Ferdynand Trentowski, von August Ficke sowie von Hermann Meinhard Poppen (Inhaber der Freiburger Zeitung) erfuhr die Freiburger Loge ab 1857 einen regelrechten Aufschwung. Damals konnte auch ein eigenes Logenhaus gebaut werden, dessen Fassade in alten Plänen noch erhalten ist.

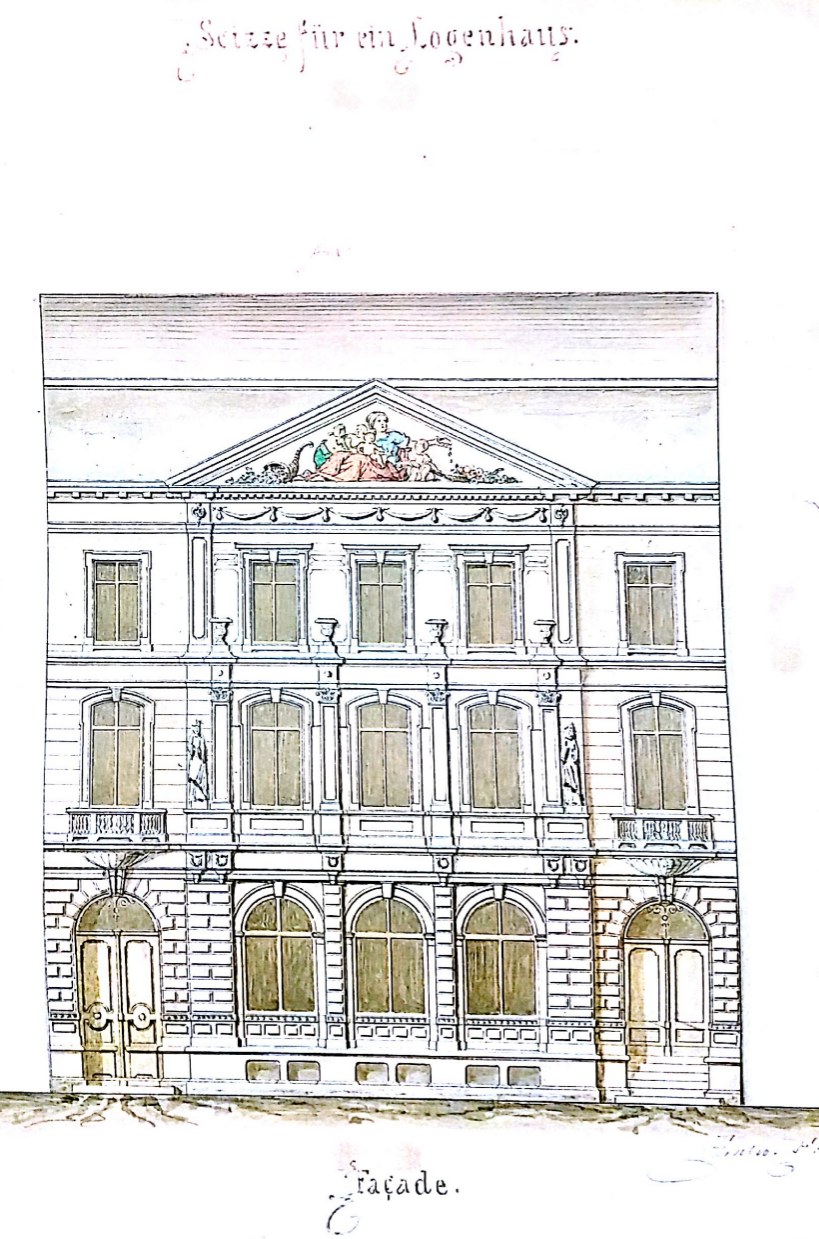
Fassade des alten Logenhauses

1935 wurde das Logenhaus unter dem Druck des nationalsozialistischen Regimes nach über 100 Jahren verkauft und der Erlös wohltätigen Organisationen wie der Evangelischen Stiftsverwaltung übergeben. Das Logenhaus wurde während eines Luftangriffs zerstört.
Am 28. Februar 1946 wurde die erste Mitgliederversammlung nach dem Krieg einberufen. Da von Regierungsseite – evtl. um Reparationsforderungen zu vermeiden – die Führung des alten Logennamens untersagt wurde, wählte man den Namen „Humanitas zur freien Burg“, abstammend von einer ehemaligen Odd-Fellow-Verbindung. Die 1949 gegründete Vereinigte Großloge von Deutschland übertrug auf Antrag des Freiburger Stuhlmeisters Ernst Leppert das Konstitutionenpatent der Vorgängerloge „Zur edlen Aussicht“ mit der Matrikelnummer 142 auf die Nachfolgeloge „Humanitas zur freien Burg“. Seit dem 5. August 2002 arbeitet die Loge auf Bestreben der Freimaurer Rolf Fauter und Günter Martin Schnitzer, dem damaligen Meister vom Stuhl, wieder unter ihrem alten Namen „Zur edlen Aussicht“.

## Persönlichkeiten
In Freiburg selbst finden sich zahlreiche Hinweise auf die Tätigkeit der Loge. So geht z. B. die Gründung des Völkerkundemuseums, der Handelsschule und des Arbeiterbildungsvereins auf Logenmitglieder zurück.
Namhafte Persönlichkeiten wie Gustav Rée, Jacob Venedey, Johannes Matthias Alexander Ecker, Karl von Rotteck, Hermann Gottlob von Greiffenegg oder Johann Evangelist Engesser und Ignaz Engelberger gehörten ihren Reihen an und haben in Straßennamen sichtbare Spuren hinterlassen. Salomon Fehrenbach war ebenfalls Mitglied und Logen-Redner.
Führungskräfte der Region begegneten sich in der Freiburger Loge, darunter die Druckereibesitzer Hermann Poppen und Eduard Poppen (ab 30. September 1906), Theaterdirektor Gustav Krug (ab 1. Februar 1896), die Schwarzwälder Fabrikanten Kurt Siedle (ab 27. September 1924), Oskar Ketterer (ab 20. Juni 1909) und Johann Nikolaus Tritscheler (ab 1860).
Eingetragene Ehrenmitglieder wie Prinz Wilhelm Markgraf von Baden (ab 1861) besuchten die Loge Zur edlen Aussicht.